# Blason de la Dordogne
Le blasonnement de la Dordogne est, de gueules aux trois lions d'or couronnés, armés et lampassés d'azur.[réf. nécessaire]

Le blason de la Dordogne.

Ce blason est celui des comtes de Périgord. Nicolas Viton de Saint-Allais écrit qu'on retrouve ces armes en 1356.